# Eva Røine
Eva Røine (* 11. Dezember 1928 in Mysen)  ist eine norwegische Psychologin und Autorin sowie ehemalige Schönheitskönigin.

## Leben
Røine wurde 1952 zur norwegischen Schönheitskönigin Frøken Norge gewählt; sie war die erste norwegische Vertreterin bei den Miss-Universe-Wahlen. Im Jahr 1952 spielte sie in dem Film Trine! mit. Røine studierte zwei Jahre an einer Theaterschule in London und arbeitete dann im norwegischen Theater. Røine studierte darüber hinaus Psychologie und hält einen Bachelor in Psychologie und Kriminologie. Von 1955 bis 1959 arbeitete sie als Journalistin bei der Tageszeitung Dagbladet. Von 1963 bis 1968 arbeitete sie in der Geschäftsführung des Osloer Staatstheaters Nationaltheatret.
Røine arbeitete auf dem Gebiet des Psychodramas und ist Autorin zweier Bücher über diese Therapieform.

## Publikationen
- Psychodrama (norwegisch)
  - Psychodrama: Group Psychotherapy as Experimental Theatre. 1997. ISBN 978-1853024948
- Tilfeldighetenes veiviser